# Aphis antherici
Aphis antherici är en insektsart. Aphis antherici ingår i släktet Aphis och familjen långrörsbladlöss. Inga underarter finns listade i Catalogue of Life.